# Psychomyia cinerea
Psychomyia cinerea är en nattsländeart. Psychomyia cinerea ingår i släktet Psychomyia och familjen tunnelnattsländor. Inga underarter finns listade i Catalogue of Life.